# Ivo Illuminati
Ivo Illuminati (Ripatransone, 11 giugno 1882 – Roma, 6 settembre 1963) è stato un regista, attore e sceneggiatore italiano.

## Biografia
Pioniere del cinema muto, Illuminati è una figura riscoperta nel tardo Novecento.
Nato a Ripatransone nel 1882, si trasferì a Roma con i genitori e i due fratelli al seguito del padre funzionario statale il 26 febbraio 1887. Nella capitale Illuminati entrò in contatto con gli operatori della Lumière, che importavano dalla Francia le tecniche della neonata arte cinematografica e le insegnavano ai giovani. Il giovane Ivo divenne allievo di Gaston Velle, direttore della società di produzione Cines, imparando l'uso della scatola nera a manovella e il dosaggio delle luci.
Fra il 1902 e il 1913 fu autore di molti lever de rideau di durata compresa fra i 2 e i 5 minuti. Questa vasta produzione di corti, pur di rilievo marginale, rappresentò il lancio sulla scena di numerose artiste del muto: Matilde Di Marzio, Hesperia, Leda Gys, Diomira Jacobini, Maria Jacobini, Fulvia Perini, Elvira Radaelli. A sua volta, Illuminati fu lanciato come attore nel 1914 da Emilio Ghione per Gespay, fantino e gentiluomo.
Al contempo debuttava come regista. Lo stesso anno diresse infatti La fanciulla di Capri, Una donna e Mamma perdona. Tra il 1915 e il 1917 Illuminati si impose definitivamente girando fra gli altri Leda innamorata, Quando la primavera ritornò, Sotto l'ala della morte, Dopo la raffica (1915), I re, le torri, gli alfieri (1916), Emir, cavallo da circo (1917). Questi ultimi sono considerati due fra le sue opere migliori. Decisivo fu l'incontro con Lucio D'Ambra e con la casa di produzione Medusa nel 1916.
Il sodalizio ebbe però vita breve, e nel 1917 Illuminati diresse La nemica per la Silentium Film di Milano. Dopo il grande successo di Automartirio, lo stesso anno, per il regista iniziò un periodo molto intenso ma alquanto frustrante, per le sistematiche stroncature ricevute da parte di una critica ormai più attenta al cinema d'importazione statunitense. Spesso incorreva nella censura del regime fascista, come nel caso clamoroso di La vita è fumo, pellicola tagliata di circa 600 metri. Nuove stroncature colpirono gli altri lavori del 1918, Tombola e La stirpe, sebbene il primo riveli un'interessante venatura neorealista ante litteram (grazie anche alla scelta di attori non professionisti per i ruoli di secondo piano) e abbia fatto breccia in un pubblico anch'esso rivolto alla cinematografia d'oltreoceano.
Gli anni 1920 segnarono il momento della decadenza nella carriera di Illuminati, sia per l'avvento del sonoro che lo prese in contropiede, sia per la scomparsa prematura di Margherita Soave, attrice per la quale aveva girato tre film (tornando anche davanti alla macchina da presa in Alba rossa) e di cui era profondamente innamorato.
Diresse nel 1921 ancora tre film, l'ultimo dei quali, Selika, miracolosamente ritrovato presso la Cineteca Nazionale di Roma (al contrario della maggior parte della produzione di Illuminati, andata perduta). Ormai emarginato dal Minculpop e spiazzato dal sonoro, Ivo Illuminati si adattò a lavorare come aiuto regista, emergendo alla fine degli anni 1930 con Giuseppe Verdi di Carmine Gallone, che fu premiato alla Mostra del Cinema di Venezia. Nel 1941 girò il suo ultimo film, anche se il Ministero della Cultura Popolare gli impose la collaborazione del tedesco Hans Hinrich.
Di Ivo Illuminati, la Cineteca Nazionale conserva la copia restaurata di Selika (1921) e del Vetturale del San Gottardo, presentato ufficialmente alla Mostra del Cinema di Venezia del 2011. Recentissima, invece, la riscoperta di Tragico convegno (di cui è andato però perduto il terzo rullo) conservato presso l'EYE, il Nederlands Filmmuseum di Amsterdam, proiettato per la prima volta in Italia al Festival del Cinema ritrovato di Bologna nel 2013.
Ivo Illuminati morì dimenticato a Roma nel 1963.

## Filmografia

### Regista
- La fiamma rossa (1914)
- La viandante (1914)
- Per mia figlia! (1914)
- Tragica confessione (1914)
- La torre dei fantasmi (1914)
- La fanciulla di Capri (1914)
- L'oro maledetto (1914)
- Una donna (1914)
- Tragico convegno (1915)
- Per salvarlo! (1915)
- Mamma... Perdono! (1915)
- Sotto l'ala della morte (1915)
- Per non morire (1915)
- Leda innamorata (1915)
- I cavalieri moderni (1915)
- Quando la primavera ritornò (1916)
- La maschera dell'amore (1916)
- Dopo la raffica (1916)
- Automartirio (1917)
- Il re, le torri, gli alfieri (1917)
- Emir cavallo da circo (1917)
- La nemica (1917)
- La vita è fumo (1918)
- Margheritella (1918)
- Tombola (1918)
- La stirpe (1918)
- Giflée (1918)
- Eva (1919)
- Miracolo d'amore (1919)
- Papà eccellenza (1919)
- Bruscolo (1919)
- Un segreto nel chiosco (1919)
- Alba rossa (1920)
- Il mistero dell'americano (1920)
- La nemesi danzante (1920)
- Il filtro di Circe (1920)
- Selika (1921)
- La maschera (1921)
- Giovanna la pallida (1921)
- Venite, io vi amo (1921)
- Favilla (1921)
- Come io vi amo (1921)
- La locanda delle ombre (1923)
- Il vetturale del San Gottardo, co-regia con Hans Hinrich (1941)

### Sceneggiatore
- L'aria del continente (1935)
- Leggenda azzurra (1940)